# Bermuda i olympiska vinterspelen 2006
Bermuda skickade en deltagare till olympiska vinterspelen 2006.

## Deltagande och placeringar

### Skeleton
Herrar
- Patrick Singleton - 19